# Scottish Division One 1971-1972
La Scottish Division One 1971-1972  è stata la 75ª edizione della massima serie del campionato scozzese di calcio, disputato tra il 4 settembre 1971 e il 1º maggio 1972 e concluso con la vittoria del Celtic, al suo ventisettesimo titolo, il settimo consecutivo.
Capocannoniere del torneo è stato Joe Harper (Aberdeen) con 33 reti.

## Stagione

### Novità
Da quest'anno le squadre che terminano il campionato a pari punti non verranno più classificate secondo il quoziente reti ma bensì secondo la differenza reti.
Cambiamenti anche per il criterio di scelta delle squadre che si qualificano in Coppa UEFA. Il numero scende da tre a due. Si qualificano la seconda classifica in campionato più la vincente della Scottish League Cup, ovvero la Coppa di Lega scozzese.

## Classifica finale
Fonte:
|       | Pos. | Squadra         | Pt | G  | V  | N  | P  | GF | GS | DR  |
| ----- | ---- | --------------- | -- | -- | -- | -- | -- | -- | -- | --- |
|       | 1.   | Celtic          | 60 | 34 | 28 | 4  | 2  | 96 | 28 | +68 |
|       | 2.   | Aberdeen        | 50 | 34 | 21 | 8  | 5  | 80 | 26 | +54 |
|       | 3.   | Rangers         | 44 | 34 | 21 | 2  | 11 | 71 | 38 | +33 |
| [ 3 ] | 4.   | Hibernian       | 44 | 34 | 19 | 6  | 9  | 62 | 34 | +28 |
|       | 5.   | Dundee          | 41 | 34 | 14 | 13 | 7  | 59 | 38 | +21 |
|       | 6.   | Hearts          | 39 | 34 | 13 | 13 | 8  | 53 | 49 | +4  |
| [ 4 ] | 7.   | Partick Thistle | 34 | 34 | 12 | 10 | 12 | 53 | 54 | -1  |
|       | 8.   | St. Johnstone   | 32 | 34 | 12 | 8  | 14 | 52 | 58 | -6  |
|       | 9.   | Dundee Utd      | 31 | 34 | 12 | 7  | 15 | 55 | 70 | -15 |
|       | 10.  | Motherwell      | 29 | 34 | 11 | 7  | 16 | 49 | 69 | -20 |
|       | 11.  | Kilmarnock      | 28 | 34 | 11 | 6  | 17 | 49 | 64 | -15 |
|       | 12.  | Ayr Utd         | 28 | 34 | 9  | 10 | 15 | 40 | 58 | -18 |
|       | 13.  | Morton          | 27 | 34 | 10 | 7  | 17 | 46 | 52 | -6  |
|       | 14.  | Falkirk         | 27 | 34 | 10 | 7  | 17 | 44 | 60 | -16 |
|       | 15.  | Airdrieonians   | 26 | 34 | 7  | 12 | 15 | 44 | 76 | -32 |
|       | 16.  | East Fife       | 25 | 34 | 5  | 15 | 14 | 34 | 61 | -27 |
|       | 17.  | Clyde           | 24 | 34 | 7  | 10 | 17 | 33 | 66 | -33 |
|       | 18.  | Dunfermline     | 23 | 34 | 7  | 9  | 18 | 31 | 50 | -19 |

Legenda:
      Campione di Scozia e qualificata in Coppa dei Campioni 1972-1973.
      Qualificata alla Coppa delle Coppe 1972-1973.
      Qualificata alla Coppa UEFA 1972-1973.
      Retrocesso in Scottish Division Two 1972-1973.
Regolamento:
Due punti a vittoria, uno a pareggio, zero a sconfitta.
A parità di punti, le posizioni in classifica venivano determinate sulla base della differenza reti.